# David Daggett

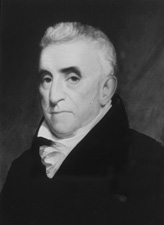
David Daggett

David Daggett (* 31. Dezember 1764 in Attleboro, Bristol County, Massachusetts Bay Colony; † 12. April 1851 in New Haven, Connecticut) war ein US-amerikanischer Jurist und Politiker der Föderalistischen Partei. Von 1813 bis 1819 saß er für den US-Bundesstaat Connecticut im US-Senat.

## Leben
Daggett wurde am Silvestertag 1764 in Attleboro in Massachusetts als Sohn von Thomas Daggett geboren. Daggetts Vorfahren stammten aus England. Im Alter von 16 Jahren ging er an die Yale University. 1783 erhielt er dort dann seinen Master. 1786 heiratete er Ann Munson. Die Ehe brachte 19 Kinder hervor, von denen nur 14 überlebten. Nachdem er die Yale University zunächst verlassen hatte, absolvierte er die Anwaltsprüfung und wurde im Jahr 1786 als Rechtsanwalt zugelassen. Seine eigene Kanzlei betrieb er nicht lange, ehe er als Tutor wieder nach Yale ging.
1826 wurde er dann von Yale auf einen Lehrstuhl an die neue Yale Law School berufen. Im Herbst desselben Jahres wurde ihm ehrenhalber der Doktor der Rechtswissenschaften zuerkannt. Nach dem Tod seiner Frau im Jahr 1839 heiratete er 1840 erneut, diesmal Mary Lines.
1851 verstarb Daggett in New Haven. Er wurde auf dem Grove Street Cemetery beigesetzt.

## Politik
Nachdem Daggett als Anwalt zugelassen wurde, nahm er vermehrt am öffentlichen und politischen Leben teil. Er wurde Mitglied der Föderalistischen Partei.
1791 wurde er zum Mitglied des Repräsentantenhauses von Connecticut gewählt. Die Gegend um New Haven vertrat er bis 1804. Ab 1794 saß er dem Repräsentantenhaus als Speaker vor. Er zog sich dann aus der Politik zurück, ehe er 1809 wiederum ins Repräsentantenhaus einzog. Dort saß er bis zu seiner Wahl in den Bundessenat 1813. Ab Juni 1811 bekleidete er zusätzlich das Amt des Bezirksstaatsanwalts in New Haven. Auch dieses Amt gab er 1813 auf. Seine Wahl in den Bundessenat wurde durch den Rücktritt von Chauncey Goodrich möglich, der Vizegouverneur von Connecticut wurde. Daggett beendete die reguläre Amtszeit von Goodrich, ohne zur Wiederwahl anzutreten. 1819 schied er aus dem Senat wieder aus.
1826 wurde Daggett zum Richter am Connecticut Supreme Court ernannt. Zwischen 1828 und 1829 war Daggett zusätzlich Bürgermeister von New Haven; in diesem Amt folgte er auf William Bristol. Ab Mai 1832 saß er dem Supreme Court als Chief Justice vor. 1834 schied er aufgrund einer Altersbeschränkung aus dem Richterdienst aus.